# Supercopa Ibérica feminina de Balonmano
Die Supercopa Ibérica feminina de Balonmano (spanisch) bzw. Supertaça Ibérica feminina de Andebol (portugiesisch); deutsch etwa: Iberischer Supercup, ist eine Handballveranstaltung auf der Iberischen Halbinsel. Die Verbände Real Federación Española de Balonmano (RFEBM) aus Spanien und Federação de Andebol de Portugal (FAP) aus Portugal veranstalten den Wettbewerb.
Die Veranstaltung sollte erstmals im Jahr 2022 parallel zur Supercopa Ibérica 2022 der Männer ausgetragen werden und in Spanien die Supercopa de España ersetzen. Ein Turnier fand im Jahr 2022 noch nicht statt. erstmalige Austragung war im September 2023.
| Nr. | Jahr | Land     | 1. Platz              | 2. Platz             | 3. Platz            | 4. Platz               |
| --- | ---- | -------- | --------------------- | -------------------- | ------------------- | ---------------------- |
| 01. | 2023 | Spanien  | Super Amara Bera Bera | Costa del Sol Málaga | Benfica Lissabon    | Madeira Andebol SAD    |
| 02. | 2024 | Portugal | Super Amara Bera Bera | Atticgo BM Elche     | Madeira Andebol SAD | Sport Lisboa e Benfica |